# Замойска, Мария Каролина
Мария Каролина Замойска (итал. Maria Carolina Zamoyska), или Мария Каролина Францишка Юзефа Антония Эустасия Констанся Замойска (пол. Maria Karolina Franciszka Józefa Antonia Eustachia Konstancja Zamoyska; 22 сентября 1896 года, Краков — 9 мая 1968 года, Марсель) — графиня Замойска, дочь графа Анджея Пшемыслава Замойского и принцессы Марии Каролины Бурбон-Сицилийской, жена принца Раньери Бурбон-Сицилийского, герцога ди Кастро и претендента на трон Королевства Обеих Сицилий. По линии матери она была внучкой принца Франческо Бурбон-Сицилийского и эрцгерцогини Марии Изабеллы Австрийской, принцессы Тосканской.

## Семья
12 сентября 1923 года в Вышне Ружбахи, во Словакии графиня Мария Каролина Замойска вышла замуж за двоюродного брата, принца Раньери Бурбон-Сицилийского, герцога ди Кастро, сына Альфонсо Бурбон-Сицилийского, графа ди Казерта и Марии Антуанетты Бурбон-Сицилийской. В этом браке родились двое детей.
- Мария дель Кармен Каролина Антония Бурбон-Сицилийская (1924—2018) — в браке не состояла, детей не имела.
- Фердинандо Мария Андреа Альфонсо Маркус Бурбон-Сицилийский (1926—2004), герцог ди Кастро и претендент на трон Королевства Обеих Сицилий.

Мария Каролина Замойска, герцогиня ди Кастро умерла 9 мая 1968 года в Марселе и похоронена на кладбище Гран-Жас в Каннах.

## Титулы
С 22 сентября 1896 года по 12 сентября 1923 года — графиня Замойска.
С 12 сентября 1923 года по 1966 год — Её королевское Высочество герцогиня ди Кастро.